# Шлемоносна птица носорог
Шлемоносната птица носорог (Rhinoplax vigil) е вид птица от семейство Носорогови птици (Bucerotidae), единствен представител на род Rhinoplax. Видът е почти застрашен от изчезване.

## Разпространение и местообитание
Разпространен е в Бруней, Индонезия, Малайзия, Мианмар и Тайланд.